# Halowe Mistrzostwa Europy w Lekkoatletyce 2015 – bieg na 3000 m kobiet
Bieg na 3000 metrów kobiet – jedna z konkurencji biegowych rozgrywanych podczas halowych lekkoatletycznych mistrzostw Europy w hali O2 Arena w Pradze. Tytułu z poprzednich mistrzostw nie broniła Portugalka Sara Moreira.

## Rekordy
| Rekord świata                        | Meseret Defar     | 8:23,72 | Stuttgart, Niemcy  | 3 lutego 2007(dts)    |
| Rekord Europy                        | Lilija Szobuchowa | 8:27,86 | Moskwa, Rosja      | 17 lutego 2006(dts)   |
| Rekord mistrzostw Europy             | Fernanda Ribeiro  | 8:39,49 | Sztokholm, Szwecja | 9 marca 1996(dts)     |
| Najlepszy wynik na świecie w sezonie | Sally Kipyego     | 8:44,72 | Karlsruhe, Niemcy  | 31 stycznia 2015(dts) |
| Najlepszy wynik w Europie w sezonie  | Jelena Korobkina  | 8:47,61 | Karlsruhe, Niemcy  | 31 stycznia 2015(dts) |

## Najlepsze rezultaty w Europie
Poniższa tabela pokazuje najlepsze osiągnięcia na Starym Kontynencie w bieżącym sezonie przed rozpoczęciem mistrzostw.
| Pozycja | Zawodniczka          | Państwo         | Czas    | Data        |
| ------- | -------------------- | --------------- | ------- | ----------- |
| 1.      | Jelena Korobkina     | Rosja           | 8:47,61 | 31 stycznia |
| 2.      | Laura Muir           | Wielka Brytania | 8:49,73 | 31 stycznia |
| 3.      | Maureen Koster       | Holandia        | 8:51,10 | 21 lutego   |
| 4.      | Kate Avery           | Wielka Brytania | 8:53,12 | 14 lutego   |
| 5.      | Sofia Ennaoui        | Polska          | 8:53,22 | 31 stycznia |
| 6.      | Ciara Mageean        | Irlandia        | 8:55,09 | 14 lutego   |
| 7.      | Swiatłana Kudzielicz | Białoruś        | 8:55,94 | 21 lutego   |
| 8.      | Giulia Viola         | Włochy          | 8:56,71 | 31 stycznia |
| 9.      | Sara Moreira         | Portugalia      | 8:56,83 | 22 lutego   |
| 10.     | Maren Kock           | Niemcy          | 8:57,87 | 31 stycznia |

Pogrubioną czcionką oznaczono zawodniczki, które wystartowały na mistrzostwach.

## Terminarz
| Data    | Godzina |            |
| ------- | ------- | ---------- |
| 6 marca | 13:25   | Eliminacje |
| 7 marca | 18:50   | Finał      |

## Rezultaty
| NR – rekord kraju \| WL – najlepszy tegoroczny wynik na listach światowych \| EL - najlepszy tegoroczny wynik na listach europejskich |
| SB – najlepszy wynik w sezonie \| PB – rekord życiowy                                                                                 |

### Eliminacje
Rozegrano 2 biegi eliminacyjne, do których przystąpiło 19 biegaczek. Awans do półfinału dawało zajęcie jednego z pierwszych czterech miejsc w swoim biegu (Q). Skład półfinałów uzupełniły cztery zawodniczki z najlepszymi czasami wśród przegranych (q).
| Poz. | Bieg | Tor | Zawodniczka           | Reprezentacja   | Czas    | Uwagi |
| ---- | ---- | --- | --------------------- | --------------- | ------- | ----- |
| 1.   | 1    | 4   | Maureen Koster        | Holandia        | 8:57,59 | Q     |
| 2.   | 1    | 6   | Laura Muir            | Wielka Brytania | 8:57,71 | Q     |
| 3.   | 1    | 10  | Maruša Mišmaš         | Słowenia        | 8:57,96 | Q,    |
| 4.   | 1    | 7   | Sandra Eriksson       | Finlandia       | 8:57,97 | Q,    |
| 5.   | 1    | 3   | Swiatłana Kudzielicz  | Białoruś        | 8:57,97 | q     |
| 6.   | 1    | 1   | Charlotta Fougberg    | Szwecja         | 9:01,33 | q,    |
| 7.   | 1    | 8   | Jennifer Wenth        | Austria         | 9:01,54 | q,    |
| 8.   | 1    | 2   | Giulia Viola          | Włochy          | 9:03,00 | q     |
| 9.   | 2    | 9   | Emelia Gorecka        | Wielka Brytania | 9:03,97 | Q,    |
| 10.  | 2    | 1   | Jelena Korobkina      | Rosja           | 9:04,22 | Q     |
| 11.  | 2    | 4   | Sofia Ennaoui         | Polska          | 9:04,29 | Q     |
| 12.  | 2    | 3   | Kristiina Mäki        | Czechy          | 9:04,72 | Q     |
| 13.  | 2    | 2   | Kate Avery            | Wielka Brytania | 9:05,14 |       |
| 14.  | 1    | 5   | Gesa Felicitas Krause | Niemcy          | 9:11,01 |       |
| 15.  | 2    | 7   | Özlem Kaya            | Turcja          | 9:14,35 |       |
| 16.  | 1    | 9   | Amela Terzić          | Serbia          | 9:17,73 | SB    |
| 17.  | 2    | 6   | Maren Kock            | Niemcy          | 9:20,79 |       |
| 18.  | 2    | 8   | Claudia Bobocea       | Rumunia         | 9:27,82 |       |
| –    | 2    | 5   | Sonja Roman           | Słowenia        | DNF     |       |

### Finał
| Poz. | Tor | Zawodniczka          | Reprezentacja   | Czas    | Uwagi |
| ---- | --- | -------------------- | --------------- | ------- | ----- |
| 01 ! | 4   | Jelena Korobkina     | Rosja           | 8:47,62 |       |
| 02 ! | 8   | Swiatłana Kudzielicz | Białoruś        | 8:48,02 | PB    |
| 03 ! | 9   | Maureen Koster       | Holandia        | 8:51,64 |       |
| 4.   | 6   | Laura Muir           | Wielka Brytania | 8:52,44 |       |
| 5.   | 5   | Sandra Eriksson      | Finlandia       | 8:54,06 | NR    |
| 6.   | 7   | Sofia Ennaoui        | Polska          | 8:56,77 |       |
| 7.   | 11  | Giulia Viola         | Włochy          | 8:59,04 |       |
| 8.   | 12  | Maruša Mišmaš        | Słowenia        | 8:59,51 |       |
| 9.   | 10  | Jennifer Wenth       | Austria         | 8:59,84 | PB    |
| 10.  | 1   | Kristiina Mäki       | Czechy          | 9:05,95 |       |
| 11.  | 2   | Charlotta Fougberg   | Szwecja         | 9:06,50 |       |
| 12.  | 3   | Emelia Gorecka       | Wielka Brytania | 9:06,79 |       |